# Шевченко Гнат Володимирович
Гнат Володимирович Шевченко (нар.? — †20 січня 1855) — матрос російського імператорського флоту, герой оборони Севастополя 1854—1855 років.

## Біографія
Народився в українській родині. Матрос 30-го флотського екіпажу Чорноморського флоту. Брав участь в Кримській війні. У ніч на 20.01.1855 р. була зроблена вилазка загону з 250 чоловік проти правого флангу французьких траншей в районі Зеленої гірки.
Загін під командуванням лейтенанта Бирюльова підійшов до траншей і за допомогою багнетів вибив звідти супротивника. Незважаючи на сильний вогонь французьких і британських батарей, учасники вилазки шість разів кидалися в атаку і завдали супротивникові значних втрат. Переслідуючи ворога, Бирюльов не помітив, як декілька ворожих солдатів прицілилися в нього. Небезпеку помітив матрос Шевченко. Він вибіг вперед і своїми грудьми закрив командира. У наказі головнокомандувача російською армією князя Олександра Меншикова говорилося про подвиг Гната Шевченка: «Товариші! Щодня ви виявляєте себе хоробрими і стійкими воїнами; щодня вчинки ваші заслуговують і повної поваги, і здивування; говорити про кожного окремо було б неможливо, але є доблесть, яка повинна назавжди залишитися в пам'яті нашій…».

## Пам'ять
- В Миколаєві 26 серпня 1874 року навпроти флотських казарм, де в 30-му флотському екіпажі проходив службу Гнат Шевченко, встановили пам'ятник (автор — відомий монументаліст Михайло Мікешин). 1902 року пам'ятник було перенесено до Севастополя і встановлено на Корабельній стороні перед казармами 30-го флотського екіпажу, в якому служив Гнат Шевченко. У 1918 році, під час Громадянської війни цей пам'ятник був знищений матросами-анархістами. 1985 року за ініціативою колективу Миколаївського будівельного коледжу пам'ятник було відновлено з віднайдених форм.

- В Севастополі пам'ятник Гнату Шевченко встановлений на місці третього бастіону. Поряд з ним на його честь названа вулиця. Також бюст Гнату Шевченку встановлений у нішах другого ярусу фасаду будівлі Панорами Оборони Севастополя, серед інших 13 бюстів героїв оборони, в одному ряду з бюстами адміралам В. О. Корнілову, П. С. Нахімову, В. І. Істоміну.

- В Дніпропетровську в Севастопольському парку встановлений бюст Шевченка[1].

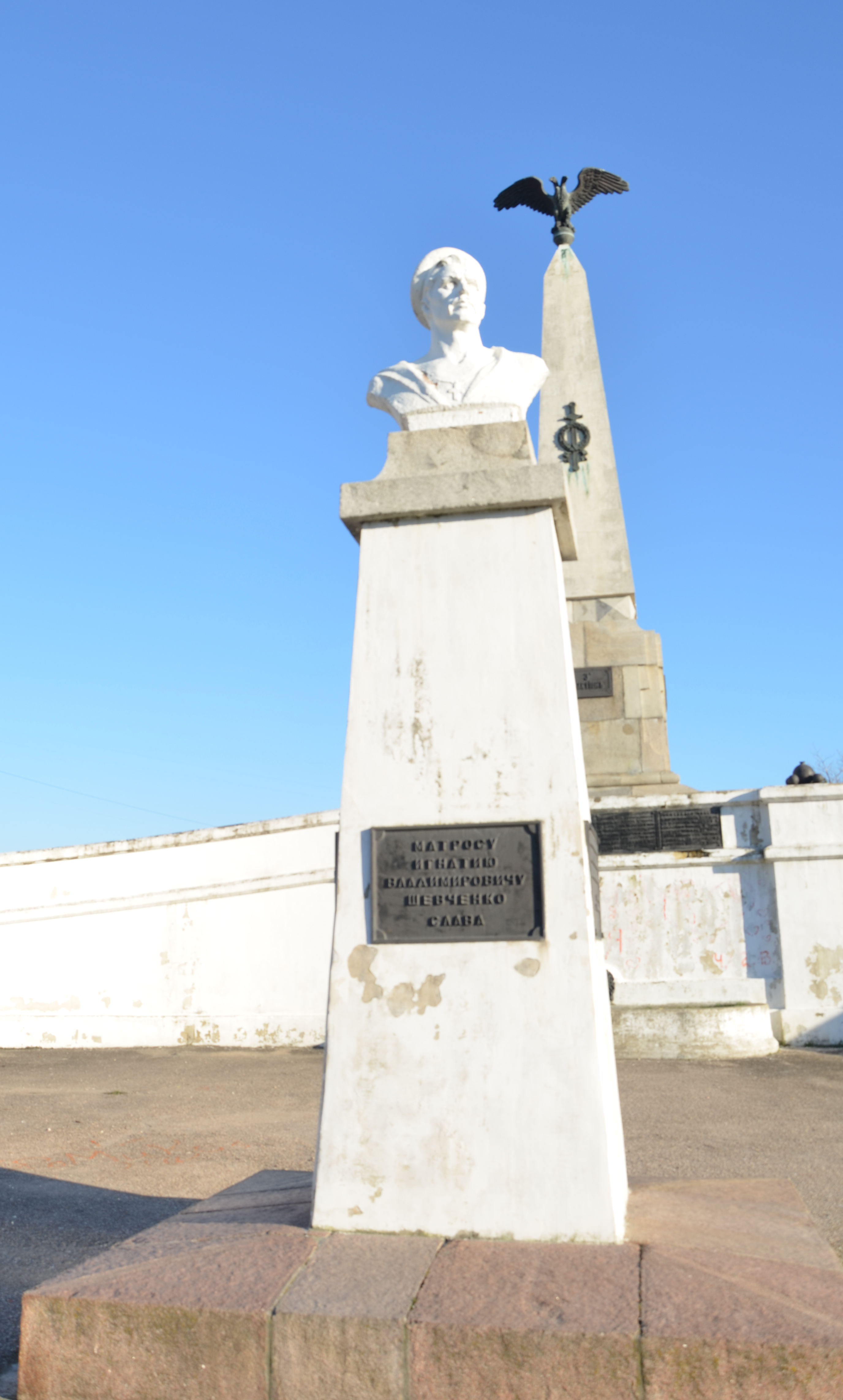
Пам'ятник Гнату Шевченку на третьому бастіоні в Севастополі
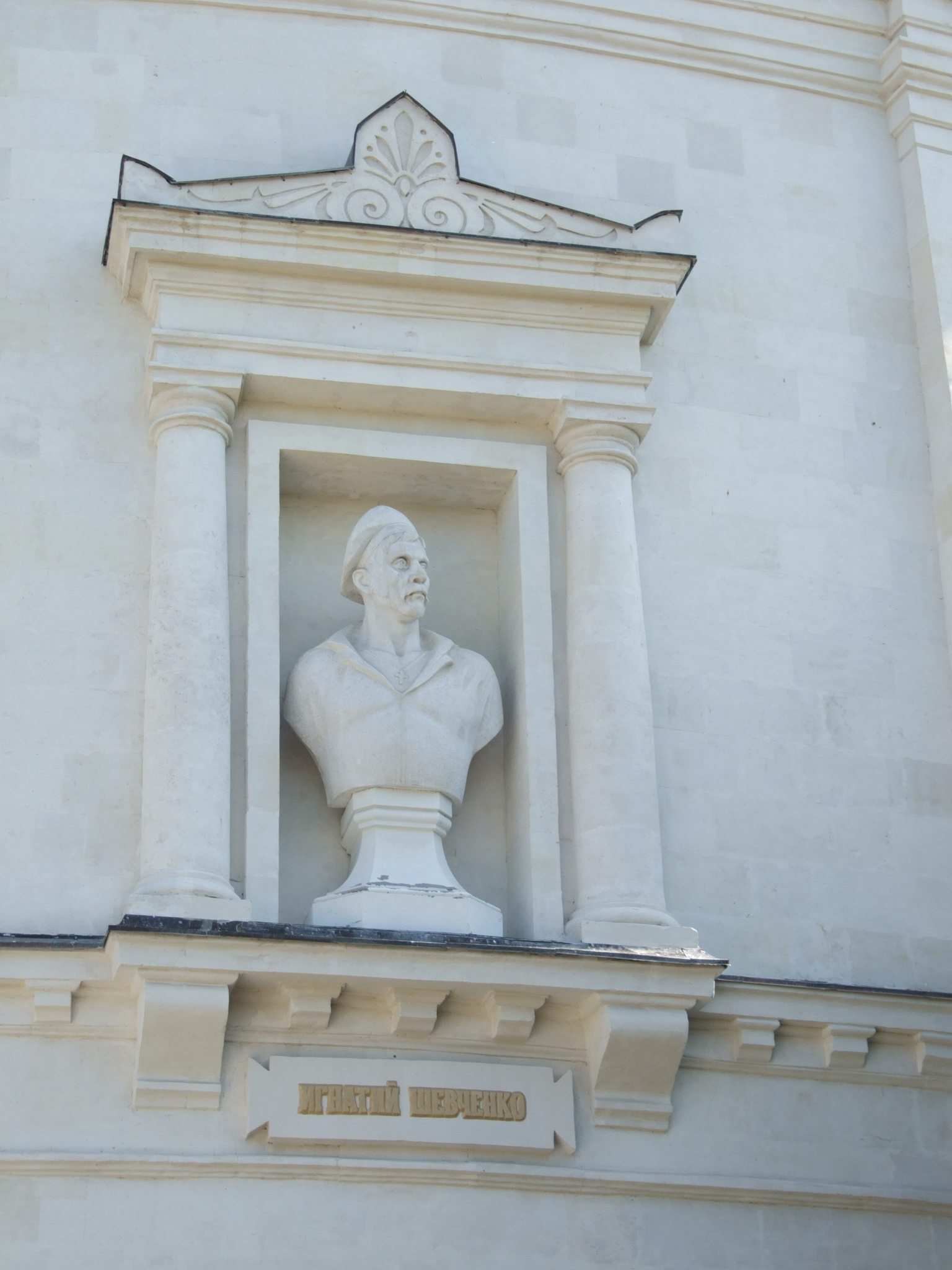
Бюст Гната Шевченка на фасаді Панорами Оборони Севастополя 1854-1855